# Sol Lumen

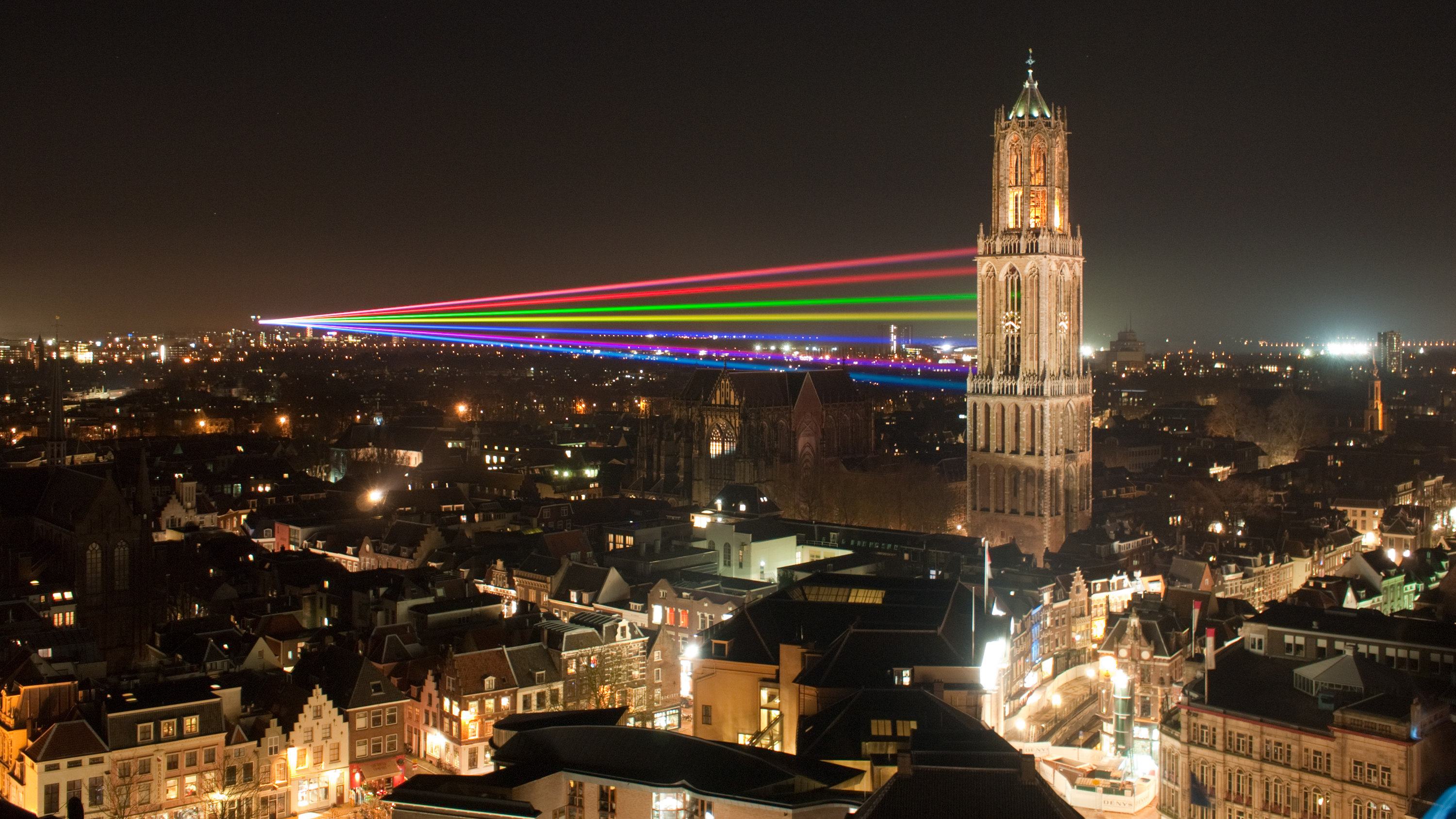
Laserstralen van het Sol Lumenproject over de Utrechtse binnenstad, gefotografeerd vanaf de Neudeflat.

Sol Lumen (Latijn, "zonlicht") was een laserkunstproject ter ere van het 375-jarige bestaan van de Universiteit Utrecht. De installatie stond opgesteld tussen 20 en 26 maart 2011 op een van de bovenste etages van het Willem C. van Unnikgebouw op De Uithof, van waaruit zeven gekleurde laserstralen werden gericht op de Domtoren in het centrum van de stad. De stralen, die een afstand van hemelsbreed ca. 3500 meter aflegden, symboliseerden elk een van de universitaire faculteiten; het project als geheel moest de binding tussen de universiteit en de stad op het gebied van kunst en cultuur verbeelden.
De lasers waren iedere avond tot in de verre omtrek zichtbaar van 20:00 uur tot 24:00 uur, met uitzondering van de laatste dag, waarop ze vanwege het evenement Earth Hour een uur werden uitgezet. Zowel het Van Unnikgebouw als de bij de Domtoren gelegen Neudeflat waren op deze avonden opengesteld voor het publiek. In totaal bezochten zo'n 6000 personen een van beide gebouwen voor het uitzicht over Sol Lumen. Het project kreeg de aandacht van zowel nationale als internationale media, met onder andere een publicatie in  The Washington Post.
De laserinstallatie werd gefaciliteerd door het bedrijf Laserfabrik, dat eerder al vergelijkbare projecten had opgezet in New York, Berlijn en Toulouse. De Berlijnse kunstenares Yvette Mattern, die de geestelijk moeder was van de eerdere installaties onder de naam Global Rainbow, bleek niet gecharmeerd van wat zij beschouwde als diefstal van haar project. Hoewel de universiteit in eerste instantie beargumenteerde dat de uitvoering heel anders was, kwamen beide partijen uiteindelijk tot een schikking. Matterns naam zou in het vervolg worden genoemd bij elke publicatie van de UU over het project.